# تتسویا شیباتا
تتسویا شیباتا (به ژاپنی: 柴田徹也 Shibata Tetsuya) یک آهنگ‌ساز موسیقی بازی ویدئویی ژاپنی زاده ۲۴ اکتبر ۱۹۷۳ است. او به مدت بیش از ۲۰ سال آهنگ‌ساز بازی‌های شرکت کپ‌کام مثل مجموعه‌های مانستر هانتر و شیطان هم می‌گرید و رزیدنت ایول: طغیان بود. پس از آن، او وظیفه ساخت قطعه‌های ارکستر برای بازی‌هایی همچون رزیدنت ایول ۵ را بر عهده داشت. در سال ۲۰۰۹، شیباتا کپ‌کام را ترک کرد و استودیو موسیقی خودش با نام یونیک نوت (Unique Note) را با همکاری یوشینو آئوکی تشکیل داد.